# Shirley Stelfox
Shirley Stelfox (født 11. april 1941 - 7. december 2015) var en engelsk skuespillerinde, der blev uddannet på Royal Academy of Dramatic Art. Hun var bedst kendt som Edna Birch i den britiske sæbeopera Emmerdale.
Hun var desuden kendt for at spille Rose i den første sæson af Fint skal det være. Fra sæson 2 blev rollen overtaget af Mary Millar. Stelfox har også medvirket i flere andre kendte tv-serier, herunder Making Out, Juliet Bravo, Coronation Street, The Bill, og Crossroads. Hun spillede også Jane Healy, Melanie Healys mor, i en episode af EastEnders, og som mor til Julie Walters og Victoria Wood i tv-filmen Pat og Margaret (1994).